# Aliasing
Aliasing je jev, ke kterému může dojít při převodu spojitého signálu na signál diskrétní čili nespojitý. Takový převod se nazývá vzorkování.

## Podmínky vzniku aliasingu
Aby při vzorkování nedocházelo k aliasingu, musí být podle Nyquistova–Shannonova vzorkovacího teorému vzorkovací frekvence větší než dvojnásobek nejvyšší frekvence harmonických složek obsažených ve vzorkovaném signálu. Pokud tuto podmínku nesplňuje, dochází k překrytí frekvenčních spekter vzorkovaného signálu, a tedy ke ztrátě informace.
Slovo „aliasing“ znamená v češtině „falšování“ a přesně vystihuje jev, ke kterému dojde při nedodržení podmínky Shannonova teorému. Původní frekvence spojité informace je totiž vzorkováním zcela zfalšována. Známou ukázkou aliasingu jsou filmové záběry jedoucích dostavníků, jejichž loukoťová kola se zdánlivě točí opačně nebo nesprávnou rychlostí.

## Příklady aliasingu

### Zachycení rotačního pohybu na filmu

Výsledná animace hodin snímaných po 10 minutách

Když ve filmu vidíte točící se vrtuli nebo kola rychle jedoucího auta, můžete si všimnout, že otáčení není zachyceno správně. Obvykle se na filmu vrtule točí nepřirozeně pomalu, někdy dokonce opačným směrem než ve skutečnosti. Správně by pohyb mohl být zachycen pouze tehdy, pokud by frekvence snímání kamerou byla minimálně dvojnásobná než frekvence otáčení vrtule. To znamená, že kamera by za jednu otáčku vrtule musela sejmout minimálně dvě filmová políčka.

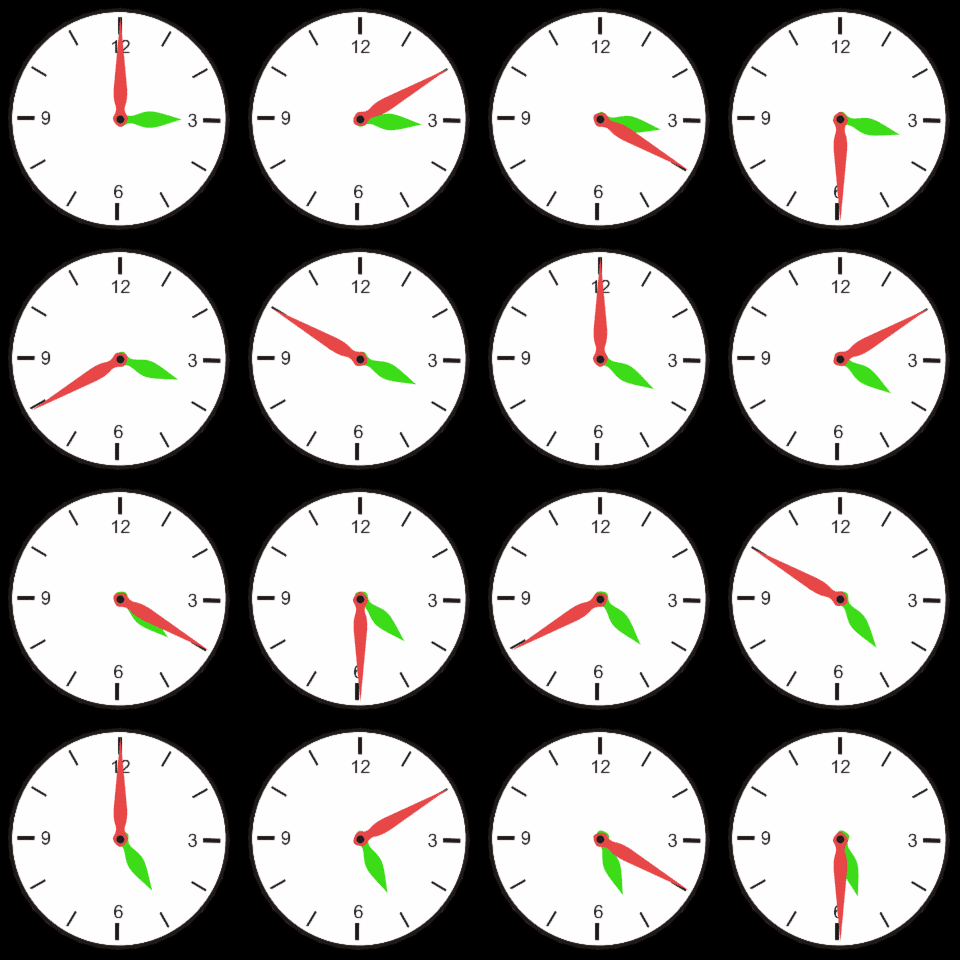
Jednotlivé záběry hodin po 10 minutách

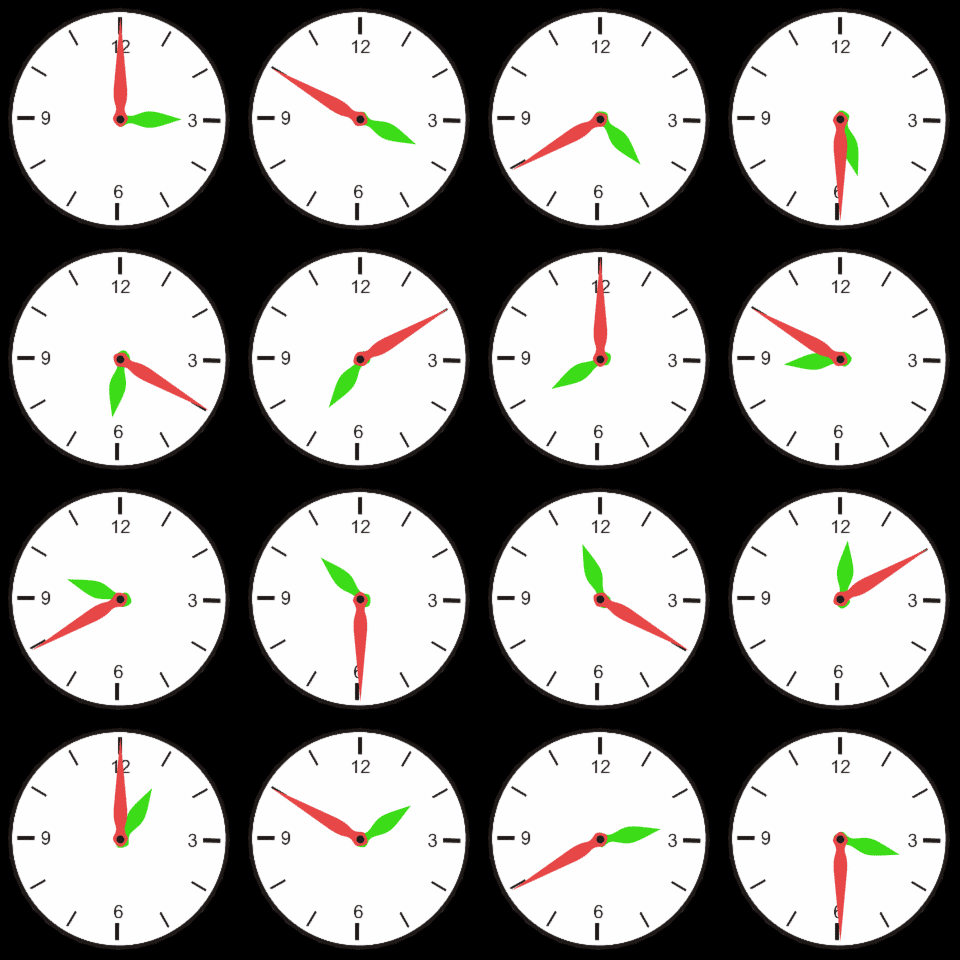
Jednotlivé záběry hodin snímaných po 50 minutách

Výsledná animace hodin snímaných po 50 minutách

Ještě lépe si můžeme tento jev ukázat na příkladu s hodinami. Představme si, že někdo chce nafilmovat zrychlený záběr hodin. Rozhodne se snímat hodiny jednou za 10 minut. Na obrázku najdete jednotlivé záběry hodin a pod nimi výsledný film.
V tomto případě je vše v pořádku, protože kamera sejme na jednu otáčku velké ručičky 6 snímků a na jednu otáčku malé ručičky dokonce 72 snímků, tedy v obou případech více, než požaduje Nyquistův–Shannonův teorém.
Na dalším obrázku a výsledné animaci je vidět tentýž pokus, ovšem se snímáním hodin po padesáti minutách. Malá ručička je zachycena normálně, protože v průběhu jedné její otáčky sejme kamera 15 snímků. Ovšem během jedné otáčky velké ručičky sejme kamera pouze jediný snímek, což odporuje Nyquistově–Shannonově teorému. Proto dochází k aliasingu pohybu velké ručičky a na výsledném filmu se velká ručička otáčí opačným směrem.

### Moaré

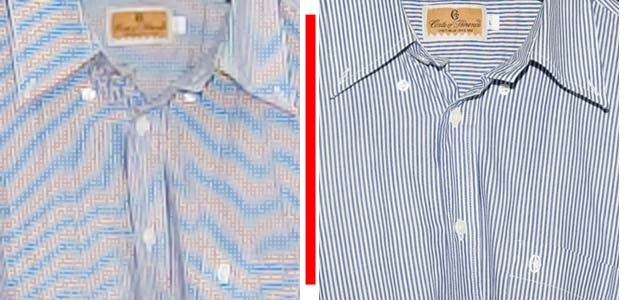
Ukázka digitální fotografie s výrazným moaré

Dalším místem, kde bojuje s aliasingem je digitální fotografie (a televizní technika). Zde musí počet bodů kamerového snímače na délkovou jednotku být minimálně dvojnásobkem maximálního počtu čar, které budou na tutéž délkovou jednotku promítnuty optikou kamery. Pokud podmínka není dodržena, dochází k aliasingu, který se projevuje takzvaným barevným moaré (nepravidelné barevné obrazce na postižené části obrazu). Tento jev je často patrný v TV pořadech, když kamera snímá někoho v oblečení s jemnými výraznými proužky (frekvence proužků promítnutých na snímač kamery v takovém případě nesplňuje Nyquistův–Shannonův teorém).
Na levé části obrázku je proužkovaná košile vyfotografovaná z velké vzdálenosti tak, aby hustota proužků promítnutých na CCD snímač byla větší než polovina hustoty buněk snímače (porušení Nyquistova–Shannonova teorému). Kvůli aliasingu tak na obrázku vznikne výrazné moaré, které dává vzniknout nepravidelným barevným pruhům s výrazně menší hustotou, než mají proužky ve skutečnosti (typický aliasing).
Na pravé části obrázku je tatáž košile vyfotografovaná tímtéž aparátem zblízka tak, aby hustota proužků promítnutých objektivem na CCD byla výrazně nižší než hustota jeho buněk. (Ve skutečnosti je i na pravé části obrázku ve výstřihu košile při pozorném pohledu patrné jemné moaré, které tentokrát vzniklo interferencí osnovy samotné tkaniny s buňkami CCD.)

### Další příklady
V současné technice se s aliasingem nejčastěji setkáváme při převodu analogového signálu na digitální pomocí A/D převodníku. Například analogový záznam hudby je pro uložení na CD vzorkován frekvencí 44,1 kHz, aby CD mohlo přenést kmitočty do 22 kHz bez aliasingu.

## Ochrana proti aliasingu

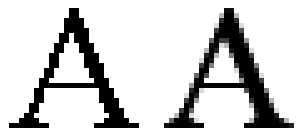
Příklad aliasingu na písmenu A; vlevo obrázek s aliasingem, vpravo obrázek s antialiasingem

Aliasingu je nutné předcházet, protože pokud k němu dojde, jeho následky se odstraňují jen velmi těžce. Proto se před převodník spojitého signálu na diskrétní ve většině případů zařazuje tzv. antialiasingový filtr, který má za úkol odfiltrovat frekvence vyšší, než odpovídají Nyquistovu–Shannonovu teorému.
Je to dolní propust realizovaná v případě běžných A/D převodníků jako analogový frekvenční filtr.
V případě digitální fotografie a televizního obrazu se jako antialiasingový filtr užívá mírně zmatněné sklo umístěné před CCD-snímač. Způsobuje lehké rozostření detailů obrazu jemnějších než polovina hustoty buněk snímače, čímž takto ostré detaily již nemohou dopadnout na CCD. Levné digitální fotoaparáty nepotřebují antialiasingový filtr, protože jejich nekvalitní optika není schopna na snímač promítnout obraz v ostrosti nutné ke vzniku aliasingu.